# سبينسر دريفر
سبينسر دريفر (مواليد 30 أغسطس 2003) هو طفل ممثل كندي. عُرف بتمثيله العديد من المسلسلات التلفزيونية، وبدأ مسيرته الفنية سنة 2011.

## الأعمال
- مسلسل الـ100 (2014)
- مسلسل فارغو (2014)

## روابط خارجية
- سبينسر دريفر على موقع IMDb (الإنجليزية)
- سبينسر دريفر على موقع قاعدة بيانات الفيلم (الإنجليزية)